# ヒーローズ (デヴィッド・ボウイの曲)
「ヒーローズ」（"'Heroes'"）は、イングランドのシンガーソングライターのデヴィッド・ボウイの楽曲である。

## 概要
ボウイとブライアン・イーノが共作し、ボウイとトニー・ヴィスコンティのプロデュースにより1977年7月から8月にかけてハンザ・スタジオ・バイ・ザ・ウォールで録音された。1977年9月23日、ボウイの12枚目のスタジオ・アルバム『英雄夢語り (ヒーローズ)』のリード・シングルとして「V-2 シュナイダー」をバックに発売された。ボウイの「ベルリン」時代の産物であるこの曲は発売当初はイギリスやアメリカでは大ヒットには至らなかったが、その後に彼の代表曲の1つとなった。「ヒーローズ」はボウイの死後の2016年1月には全英シングルチャートで12位まで上昇した。「ヒーローズ」は「愛しき反抗」に次いで2番目に多くボウイがカバーされた曲として挙げられている。
この曲はボウイのプロデューサー兼エンジニアであるトニー・ヴィスコンティがベルリンの壁の側で恋人を抱きしめている光景に触発されており、東と西ベルリンの2人の恋人の物語が描かれている。ボウイが1987年6月6日に西ベルリンのライヒスタークで「ヒーローズ」を歌ったことは後のベルリンの壁崩壊のきっかけになったと考えられている。2016年1月のボウイの訃報の後、ドイツ政府は「あなたは今、ヒーローズの一員になりました。壁の崩壊に力を貸してくれてありがとう」と感謝を示した。
「ヒーローズ」は発表以来数々の賞賛を受けており、『ローリング・ストーン』誌の「史上最高の曲」では23位、『NME』では15位に選ばれている。ボウイ研究家のデヴィッド・バックリーは「『ヒーローズ』は人間の精神が逆境に勝利する能力についてのポップスの決定的な声明ではないだろうか」と評している。

## タイトルと歌詞
曲のタイトルはボウイとイーノが敬愛するドイツのクラウトロック・バンドのノイ!の1975年の楽曲「ヒーロー」にちなんでいる。この曲はアルバム・セッションの初期に録音されたものの1つであるが、制作終盤までインストゥルメンタルのままであった。タイトルにある引用符は意図的なものであり、それ以外のロマンチックで勝利に満ちた言葉や音楽に皮肉な性質を与えるようにデザインされている。
ボウイはハンザ・スタジオの窓から外を眺めていたところ、プロデューサーのトニー・ヴィスコンティとバックヴォーカルのアントニア・マースが抱き合っている場面を目撃し、恋人たちが「壁際」でキスをしているイメージを思いついた。ボウイは当初は曲の主人公たちは匿名の若いカップルをモデルにしていると主張してたが、ヴィスコンティはボウイが当時まだメリー・ホプキンと結婚していた自分とマースの不倫関係を隠してくれたのだと述べている。ボウイはヴィスコンティとホプキンが離婚してから20年以上経った2003年にこれを認めた。

## 音楽
ボウイは「のっぺりとしたテンポとリズム」はヴェルヴェット・アンダーグラウンドの曲「僕は待ち人」からインスピレーションを得たと語っている。
『サウンド・オン・サウンド』のリチャード・バスキンは「ヒーローズ」を「非常に実験的なアート・ロック」と評している。ボウイとイーノの共作であるこの曲は2つのコード進行（D–G）にGのキーで「馴染みのあるコードへの短い小旅行」が入っている。伝記作家のデヴィッド・バックリーはこの曲をギター、パーカッション、シンセサイザーを力強く、騒々しくアレンジしたウォール・オブ・サウンドの作品になぞらえている。イーノはこの曲についてボウイが歌詞を書く以前から「壮大で英雄的な響き」があり、「まさにヒーローという単語が頭の中にあった」と語っている。バッキングトラックはピアノ、ベース、リズムギター、ドラムというオーソドックスな編成である。その他のパートはイーノがEMS VCS3を使ったシンセサイザー・パートで構成されており、3つのオシレーターからのビート周波数によって離調した低周波ドローンを生成し、ジャダー効果を生み出している。さらにキング・クリムゾンのギタリストのロバート・フリップはギターをフィードバックさせ、部屋の中で座る位置を変えてフィードバックのピッチを変化させることで珍しい接続音を生み出した。ヴィスコンティはデニス・デイヴィスのキック・ドラムをミックスアウトしてるが、これはトラックにキック・ドラムがあると「ぐずぐずしているように感じる」が、無い場合はよりエネルギッシュな感じになると述べている。

### ヴォーカル収録
ボウイのヴォーカルはセッション・ミュージシャンの多くがベルリンを去った後に収録され、ヴィスコンティ考案による「マルチ・ラッチ」システムは音量をコントロールする録音技術であるゲーティングが独創的に誤用された。ヴォーカル収録には3本のマイクが使用され、ボウイから9インチ離れた位置に1本、20フィート離れた位置に1本、50フィート離れた位置に1本設置された。それぞれのマイクは、次のマイクが起動されるとミュートされる。音楽が盛り上がるにつれ、ボウイはゲート効果に打ち勝つために声量を上げて歌うことを余儀なくされており、曲が進むに連れてより熱のこもったヴォーカル・パフォーマンスに繋がることとなった。ジェイ・ホッジソンは次のように評している
ボウイのパフォーマンスはより多くのアンビエンスが彼の表現に入り込むにつれて真に激しさを増してゆき、最後の一節では聞こえるように叫ばなければならない。（中略）実際、ボウイが聞こえるように叫べば叫ぶほど、ヴィスコンティのマルチ・ラッチ・システムは彼のヴォーカル・トラックをミックスの後方に押しやり、ボウイの運命的な恋人たちの状況の厳しいメタファーを作り出しているのだ。

## リリース
「ヒーローズ」は様々な言語や尺でリリースされており、『NME』の編集者のロイ・カーとチャールズ・シャー・マーレイは「コレクターにとっては夢のような作品」と評している。複雑な音源とは対照的にミュージックビデオ（ニック・ファーガソン監督）は荒涼としたシンプルな作風であり、複数のカメラを用いてワン・テイクにみせかけ、モノトーンでシルエットに近い効果を生み出すスポットライトの前で揺れながらパフォーマンスするボウイが撮られている。
「ヒーローズ」はボウイの12枚目のスタジオ・アルバム『英雄夢語り (ヒーローズ)』のリード・シングルとしてRCAレコードより1977年9月23日に発売された（RCA/PB 11121）。この長さは3分32秒あり、B面は同じアルバムのトラック「V-2 シュナイダー」であった。その後、同年10月にアルバムが発売され、「ライオンのジョー」と「沈黙の時代の子供たち」の間の3曲目として6分7秒の長尺で収録された。同年、アメリカのRCAからシングルとアルバム・バージョンの両方を収録した12インチ・シングルが発売された（RCA/JD-11151）。ドイツ語バージョンとフランス語バージョンはそれぞれ「"'Helden'"」と「"'Héros'"」という題でRCAより発売された（RCA/PC-9821）。ボウイは1973年以来となる『トップ・オブ・ザ・ポップス』へのライブ出演をするなど大々的なプロモーションが展開されたが、「ヒーローズ」は全英チャートでは24位にとどまり、またアメリカのBillboard Hot 100にも入らなかった。イタリアではイタリア音楽産業協会よりゴールド認定を受けた。
ボウイは1977年にこの曲のプロモーション用ミュージック・ビデオを撮影した。ニック・ファーガソンが監督し、パリで撮影されたこのビデオは白い光を背景とし、ボウイが『英雄夢語り (ヒーローズ)』のアルバム・カバーで着ていたのと同じボンバージャケットを着ているショットが多用されている。作家のニコラス・ペッグはこのエフェクトが1972年の映画『キャバレー』でのライザ・ミネリの「こんどはきっと」のパフォーマンに似ていると考えている。

## 評価と遺産
発売当時に『NME』誌でチャーリー・ジレットはこの曲を「歌手でもないこの男は、我々の金目当てに良い働きをしていた。しかし私は彼の時代は終わったと思うし、この曲はただ疲れているように聞こえる。でもひょっとしたらこの物憂げで重いリフがラジオで流され、その単調な感じが催眠術のように人々を引きずり込んで買わせるのかもしれない。そうでないことを願う」と酷評した。この悪評にもかかわらず同年末の『NME』誌の批評家投票では6位であった。
その後の評価はより好意的であった。1999年2月、『Q』誌は読者投票による史上最高のシングル100枚のうち1枚として「ヒーローズ」を挙げた。2005年3月には同誌の「偉大なギター・トラック100選」で56位となった。2004年の『ローリング・ストーン』誌の史上最高の500曲で46位、2021年の再選考時では23位となった。『ナショナル・レビュー』のジョン・J・ミラーは反ソビエトの政治的文脈から「最高の保守的なロック50曲」で「ヒーローズ」を21位とした。またゲイ・アンセムにもなっている。『アンカット』誌は2008年にボウイの名曲30選で「ヒーローズ」を1位した。
モービーは「ヒーローズ」がこれまでに書かれた曲の中で最も好きな曲の1つであり、自分の音楽がこの曲から影響を受けるのは「必然」であると語っている。デペッシュ・モードのリードシンガーのデイヴ・ガーンはバンド創設者のヴィンス・クラークにジャム・セッションで「ヒーローズ」を聴かせて採用された。
2020年のアメリカ合衆国大統領選挙の際、ボウイのオリジナル・バージョンはジョー・バイデンのキャンペーンソングとして使用された。

### 表彰
| 出版物                   | 国             | 表彰内容                                | 年   | 順位 |
| ------------------------ | -------------- | --------------------------------------- | ---- | ---- |
| 『タイム』               | アメリカ合衆国 | 「史上最高の100曲」                     | 2011 | N/A  |
| 『ローリング・ストーン』 | アメリカ合衆国 | 「史上最高の500曲」                     | 2003 | 46   |
| 『ローリング・ストーン』 | アメリカ合衆国 | 「史上最高の500曲」                     | 2021 | 23   |
| 『NME』                  | イギリス       | 「史上最高のシングル100曲」             | 2002 | 5    |
| 『NME』                  | イギリス       | 「史上最高の500曲」                     | 2014 | 15   |
| 『NME』                  | イギリス       | 「NMEの生涯最高の100曲」                | 2012 | 3    |
| 『NME』                  | イギリス       | 「NME読者が選ぶ過去60年最高のトラック」 | 2012 | 16   |
| 『NME』                  | イギリス       | 「1970年代最高のトラック                | 2014 | 4    |
| 『NME』                  | イギリス       | 「デヴィッド・ボウイの最高の40曲」      | 2014 | 1    |
| 『モジョ』               | イギリス       | 「史上最高のシングル100曲」             | 1997 | 34   |
| 『サウンズ』             | イギリス       | 「史上最高のシングル100曲」             | 1985 | 2    |
| 『Q』                    | イギリス       | 「Q読者が選ぶ史上最高のシングル100曲」  | 1999 | 36   |
| 『ピッチフォーク』       | アメリカ合衆国 | 『ピッチフォーク500』                   | 2008 | N/A  |
| 『ピッチフォーク』       | アメリカ合衆国 | 「1970年代最高の200曲」                 | 2016 | 6    |
| 『ラジオX』              | イギリス       | 「史上最高の1000曲」                    | 2010 | 24   |
| 『ラジオX』              | イギリス       | 「イギリス最高の曲」                    | 2016 | 7    |
| 『アンカット』           | イギリス       | 「デヴィッド・ボウイ最高の30曲」        | 2008 | 1    |

N/Aは順位付けされていないもの。

## トラックリスト
特記のないものはすべてデヴィッド・ボウイとブライアン・イーノ制作。
7インチレコード
- RCA / PB 11121[23]

1. 「ヒーローズ」 – 3:38
2. 「V-2 シュナイダー（英語版）」 (ボウイ) – 3:10

12インチレコード
- RCA / JD-11151 (アメリカプロモーション)[25]

1. 「ヒーローズ」 (アルバムバージョン) – 6:07
2. 「ヒーローズ」 (シングルバージョン) – 3:29

- RCA / PC-9821 (ドイツ)[26]

1. "'Heroes'"  / "'Helden'" (英語/ドイツ語バージョン) – 6:09
2. "'Heroes'"  / "'Héros'" (英語/フランス語バージョン) – 6:09

## パーソネル
伝記作家のクリス・オリアリーによる:
- デヴィッド・ボウイ – リード及びバッキングヴォーカル、ピアノ、ARPソリーナ・ストリング・アンサンブル（英語版）、チェンバリン（英語版）、プロデューサー
- ロバート・フリップ – リードギター
- カルロス・アロマー（英語版） – リズムギター
- ジョージ・マレー（英語版） – バスギター
- デニス・デイヴィス（英語版） – ドラム
- ブライアン・イーノ – EMS VCS 3 シンセサイザー（英語版）、ギタートリートメント
- トニー・ヴィスコンティ – プロデューサー、ミキサー、メタルキャニスター、バッキングヴォーカル、タンバリン、パーカッションとしてのテープリール[54]

## チャートと認定

### チャート

#### 週間チャート
| チャート (1977–78)                                      | 最高 順位 |
| ------------------------------------------------------- | --------- |
| オーストラリア (AMR)                                    | 11        |
| オーストリア (Ö3 Austria Top 40)                        | 19        |
| ベルギー (Ultratop 50 Flanders)                         | 17        |
| アイルランド (IRMA)                                     | 8         |
| オランダ (Single Top 100)                               | 9         |
| ニュージーランド (Recorded Music NZ)                    | 34        |
| UK シングルス (OCC)                                     | 24        |
| アメリカ 『レコード・ワールド』 シングルチャート101-150 | 126       |

| チャート (2016)                             | 最高 順位 |
| ------------------------------------------- | --------- |
| オーストラリア (ARIA)                       | 36        |
| オーストリア (Ö3 Austria Top 40)            | 14        |
| ヨーロッパ (Euro Digital Songs)             | 3         |
| フランス (SNEP)                             | 9         |
| ドイツ (GfK Entertainment charts)           | 19        |
| アイルランド (IRMA)                         | 29        |
| イタリア (FIMI)                             | 17        |
| 日本 Japan Hot Overseas (Billboard)         | 18        |
| オランダ (Single Top 100)                   | 47        |
| ニュージーランド (Recorded Music NZ)        | 34        |
| ポルトガル (AFP)                            | 32        |
| スコットランド (Official Charts Company)    | 8         |
| スペイン (PROMUSICAE)                       | 59        |
| スウェーデン (Sverigetopplistan)            | 37        |
| スイス (Schweizer Hitparade)                | 17        |
| UK シングルス (OCC)                         | 12        |
| US Hot Rock & Alternative Songs (Billboard) | 11        |

#### 年間チャート
| チャート (2019)  | 順位 |
| ---------------- | ---- |
| ポルトガル (AFP) | 1683 |

### 認定
| 国/地域                                            | 認定     | 認定/売上数 |
| -------------------------------------------------- | -------- | ----------- |
| デンマーク (IFPI Danmark) digital sales since 2011 | Gold     | 45,000      |
| イタリア (FIMI) digital sales since 2009           | Gold     | 25,000      |
| イギリス (BPI) digital sales since 2004            | Platinum | 600,000     |
| 認定のみに基づく売上数と再生回数                   |          |             |

## ライブバージョン
- 「ヒーローズ」のシングル発売に先立ってボウイは友人のマーク・ボランの番組『Marc』の最終回（1977年9月7日撮影、ボランの葬儀後の同年9月28日放送）でこの曲を初披露した[80]。このバージョンは2017年9月22日に7インチのピクチャー・ディスクとして発売されており[80]、これはボランがリードギター、ディノ・ダインズ（英語版）がキーボード、ハービー・フラワーズ（英語版）がバス、トニー・ニューマン（英語版）がドラムを担当した別のバッキングトラックとなっている[81]。フラワーズとニューマンはT・レックス参加以前にボウイのリズム・セクションの一員としてアルバム『ダイアモンドの犬』とそのツアーに参加しており、ライブ・アルバム『デヴィッド・ボウイ・ライブ』に収録されている。
- ボウイはビング・クロスビーの1977年のクリスマスのテレビスペシャル『Bing Crosby's Merrie Olde Christmas』に出演した際にこの曲を歌った。1977年9月11日に撮影されたこのパフォーマンスではボウイは事前に録音されたバッキングトラック上で歌った。
- 1977年10月20日、ボウイはBBCの『トップ・オブ・ザ・ポップス』で前日にボウイ、トニー・ヴィスコンティ、ピアニストのショーン・メイズ（英語版）、ギタリストのリッキー・ガードナー（英語版）によって録音された新しいバッキングトラックを使ってこの曲をライブで歌った[82]。
- アイソラーII・ツアーでのパフォーマンスは『ステージ』（1978年）と『ウェルカム・トゥ・ザ・ブラックアウト〜ライヴ・ロンドン'78（英語版）』（2018年）に収録されている[83][84]。
- ボウイは1983年のシリアス・ムーンライト・ツアーでこの曲を歌ったが、これは1984年のコンサートビデオで視聴可能であり、また2018年のボックスセット『ラヴィング・ジ・エイリアン (1983-1988)（英語版）』の『シリアス・ムーンライト (ライヴ'83)』に収録されている[85]。『シリアス・ムーンライト (ライヴ'83)』は2019年に単品も発売された[86]。
- 1985年のライヴエイドでのパフォーマンスは「（ボウイが）これまでに歌った『ヒーローズ』の中で最高のバージョン」と評されている[87]。この演奏ではキーボードにトーマス・ドルビーを起用している。
- ボウイはグラス・スパイダー・ツアーでこの曲を歌っており、その模様は1988年のコンサートビデオ（英語版）に収録されている。
- 1992年のフレディ・マーキュリー追悼コンサートでこの曲が披露されたが、この際はボウイとミック・ロンソンに加え、ブライアン・メイ、ロジャー・テイラー、ジョン・ディーコンという存命のクイーンのメンバーにより演奏された。
- 1996年にカリフォルニア州マウンテンビューのショアライン・アンフィシアターで開催されたザ・ブリッジ・スクール・コンサートではこの曲のアコースティック・バージョンが演奏され、後にアルバム『ザ・ブリッジ・スクール・コンサート』に収録された。
- ボウイは2000年6月25日にグラストンベリー・フェスティバルでこの曲を歌い、2018年の『グラストンベリー 2000（英語版）』に収録された[88]。
- 2001年10月20日のコンサート・フォー・ニューヨーク・シティ（英語版）でボウイはこの曲を歌った。ボウイはコンサートのオープニングに「ヒーローズ」を求められた。ボウイはラブソングなので相応しくと述べ、ポール・サイモンの「アメリカ」のソロバージョンで幕を開け、その後ポール・シェイファー（英語版）率いるハウスバンドと共に「ヒーローズ」を披露した。
- ボウイは2003年のリアリティ・ツアーでこの曲を披露し、同年11月のパフォーマンスが2004年にDVD（英語版）化され、さらに2010年にアルバム（英語版）が発売された。

## その他の発売
- 7インチにシングルは3分32秒で「V-2 シュナイダー」をB面として英語、フランス語（「«Héros»」）、ドイツ語（「„Helden“」）がそれぞれ発売された。オーストラリアではこの3曲と「V-2 シュナイダー」の4トラックの7インチが発売された。
- スペインではアルバムに収録されている全長版の英語版が12インチシングルとして発売された。
- ドイツではドイツ語版に英語の全長版の後半を繋げたバージョン（「"Heroes"/„Helden“」）はドイツ盤LPに収録され、また映画『クリスチーネ・F』のサウンドトラックやアルバム『Rare』でも聴くことが出来る。同様に英語版とフランス語版をつなげたもの（「"Heroes"/«Héros»」）がフランス盤LPに収録された。
- シングルバージョンはボウイのコンピレーションに度々収録されている。:
  - Chameleon (1979、オーストラリア・ニュージーランド)
  - The Best of Bowie (1980)
  - Fame and Fashion (1984) アルバムバージョン
  - Sound + Vision (1989) – 「„Helden“」を収録
  - チェンジスボウイ (1990)
  - ザ・シングルス・コレクション (1993)
  - ザ・ベスト・オブ・デビッド・ボウイ 1974/1979（英語版） (1998)
  - ベスト・オブ・ボウイ（英語版） (2002) – ドイツ/スイス/オーストリア盤では「„Helden“」を収録
  - プラチナム・コレクション（英語版） (2005)
  - ナッシング・ハズ・チェンジド〜オールタイム・グレイテスト・ヒッツ (2014)
  - レガシー 〜ザ・ヴェリー・ベスト・オブ・デヴィッド・ボウイ（英語版） (2016)
- RCAのピクチャーディスクセット『Life Time』よりピクチャーディスクとして発売された。
- 2017年のボックスセット『ア・ニュー・キャリア・イン・ア・ニュー・タウン 1977-1982（英語版）』ではドイツ語版「„Helden“」とフランス語版「«Héros»」のシングルバージョンがそれぞれ英語版と組み合わせた全長版である「"Heroes"/„Helden“」と「"Heroes"/«Héros»」と共にEPとして収録された。英語シングルバージョンは同コンピレーションの一部である『Re:Call 3』に収録された.[89]。

## カバー

### ザ・ウォールフラワーズ
アメリカ合衆国のロック・バンドのザ・ウォールフラワーズが1998年の怪獣映画『GODZILLA』のサウンドトラックでこの曲をカバーした。シングルは1998年のアメリカ合衆国『ビルボード』のモダン・ロック・トラック・チャートで10位、ホット100エアプレイ・チャートで27位、トップ40メインストリーム・チャートで23位に到達した。カナダでは『RPM』のオルタナティヴ30で6週連続1位を獲得し、またトップ・シングル・チャートで最高13位に到達した。ミュージックビデオはイギリスのドム&ニックが監督した。

#### 批評家の反応
1998年5月、『ビルボード』の編集者であるラリー・フリックはこのカバーを「心を打つ歌詞の質を美しく照らし出している」と評した上で、ウォールフラワーズのリードシンガーであるジェイコブ・ディランはボウイの「皮肉とエッジ」を再現できていないと指摘している。オールミュージックで『GODZILLA』のサウンドトラックを批評したスティーヴン・トマス・アールワインはカバーはオリジナルに敬意を払っていると述べた。

#### トラックリスト
アメリカ合衆国 プロモCD
1. 「ヒーローズ」

オーストラリア CDシングル
1. 「ヒーローズ」
2. 「インヴィジブル・シティ」 (ライヴ)

ヨーロッパ マキシシングル
1. 「ヒーローズ」 – 3:57
2. 「インヴィジブル・シティ」 (ライヴ) – 5:12
3. 「ヒーローズ」 (ライヴ) – 4:06

#### パーソネル
クレジットはオーストラリアのCDシングルのライナーノートより引用している。
| ザ・ウォールフラワーズ - ジェイコブ・ディラン – ヴォーカル、ギター - ラミ・ジャフィー – オプティガン、ファルフィッサオルガン - グレッグ・リクリング – バス - マイケル・ウォード – ギター - マリオ・キャリーレ – ドラム | その他 - パトリック・ウォーレン – 編曲、チェンバレン - バディ・ジャッジ – ハーモニー - アンドリュー・スレイター – プロデューサー - ブライアン・シェイブル – エンジニアリング - トム・ロード＝アルジ – ミキシング |

#### チャート
| チャート (1998)                                   | 最高 順位 |
| ------------------------------------------------- | --------- |
| オーストラリア (ARIA)                             | 38        |
| カナダ トップシングルス (RPM)                     | 13        |
| カナダ アダルト・コンテンポラリー (RPM)           | 28        |
| カナダ ロック/オルタナティヴ (RPM)                | 1         |
| ドイツ (GfK Entertainment charts)                 | 85        |
| アイスランド (イスレンスキ・リスティン・トップ40) | 21        |
| US Radio Songs (Billboard)                        | 27        |
| US Adult Alternative Songs (Billboard)            | 3         |
| US Adult Top 40 (Billboard)                       | 20        |
| US Alternative Airplay (Billboard)                | 9         |
| US Mainstream Rock (Billboard)                    | 4         |
| US Pop Airplay (Billboard)                        | 23        |

| チャート (1998)                     | 順位 |
| ----------------------------------- | ---- |
| カナダ・トップ・シングル (RPM)      | 62   |
| カナダ・ロック/オルタナティヴ (RPM) | 5    |

### そのほかのカバー
- オアシスによるカバーバージョンは1997年のシングル「ドゥ・ユー・ノウ・ワット・アイ・ミーン?」のB面として収録された[111]。
- 『Xファクター』のファイナリストは2010年にチャリティーバージョンを発表し、これはアイルランド、スコットランド、イギリスのシングルチャートで1位を獲得した[112][113][114]。
- ピーター・ガブリエルによるカバーバージョンは彼のアルバム『スクラッチ・マイ・バック（英語版）』（2010年）に収録された[115]。このバージョンはアメリカ合衆国のテレビドラマ『ストレンジャー・シングス 未知の世界』の第1シーズン第3話と第3シーズン第8話で使用された[116]。
- デペッシュ・モードはこの曲の発売40周年を記念して公式カバーをビデオを発表した。リードシンガーのデイヴ・ガーンは「ボウイは私が10代前半の頃からずっと付き合ってるアーティストだ。彼のアルバムはいつもツアーに持って行ってるし、『ヒーローズ』をカバーすることはボウイへのオマージュでもある」と述べた[117]。
- キング・クリムゾンによるカバーバージョンは5トラックのEP『Heroes: Live in Europe 2016』に収録された[118]。これは2017年のプログレッシブ・ミュージック・アワード（英語版）のビデオ・オブ・ザ・イヤーを受賞した[119]。
- コールドプレイはア・ヘッド・フル・オブ・ドリームズ（英語版）でボウイのトリビュートとしてこの曲を歌った[120]。
- ギャング・オブ・ユース（英語版）によるカバーバージョンはノンアルバムシングルとして発売され[121]、2017年の映画『ジャスティス・リーグ』の予告編で使用された。
- アリス・クーパー、ジョー・ペリー、ジョニー・デップによるグループであるハリウッド・ヴァンパイアーズ（英語版）は2019年のアルバム『ライズ（英語版）』で「ヒーローズ」のカバーを発表し、デップがリードヴォーカルを担当した[122]。
- モーターヘッドのカバーバージョンはカバーアルバム『アンダー・カヴァー』に収録。

## 後年の引用
- 2000年の映画『リプレイスメント』のエンディングシーンで、Marc Bonilla and Font 48によるカバーバージョンが使用された[123]。
- この曲は2012年ロンドンオリンピックの開会式でイギリス選手団がスタジアムに入場する際に流され、また大会中のメダル授与後にも使用された[124]。
- 2012年の映画『ウォールフラワー』で使用された。
- 2014年の映画『フトゥーロ・ビーチ（英語版）』の最初の予告編で使用された[125]。
- 2016年1月にボウイがなくなった後の数日間、この曲はSpotifyで他のボウイのどの曲よりも多くストリーミングされた[126]。Twitterでドイツ外務省は「壁を崩壊させる手助けをしてくれた」とボウイへの敬意を表した[127][128]。ボウイの死後、イギリスではチャートで12位に浮上した[129]。
- 2017年にアメリカ合衆国のテレビアニメ『レギュラーSHOW〜コリない2人〜』の最終回でこの曲が使用された[130]。
- ドイツ語版「Helden」は2019年の映画『ジョジョ・ラビット』の最後で使用された[131]。